# Булатницкий, Егор
Егор Булатницкий (1-я пол. XVIII века — 1767, Москва) — преподаватель Санкт-Петербургской академии художеств, переводчик с итальянского языка. Воспитанник Киево-Могилянской академии.

## Биография
Во 2-й половине 1740-х — начале 1750-х годов учился в Киево-Могилянской академии, позднее — в одном из итальянских университетов. Принимал активное участие в публичных университетских диспутах 1756 и 1757 годов.
Один из первых украинских студентов Московского университета. В 1758 году Булатницкий «который сверх своей должности» в течение длительного времени учил «с хорошим успехом» студентов итальянского языка, был первым из студентов итальянского класса магистра Николая Папафило который был представлен к награде «за ревность и рачение к наукам».
Впоследствии был направлен в Санкт-Петербургскую академию художеств преподавателем истории, мифологии, катехизису и, возможно, итальянского языка. В феврале 1762 года был уволен по собственной просьбе.
В годы учёбы в Московском университете Булатницкий составил первый учебник итальянского языка, изданный под заголовком «Новая италианская грамматика. Собрана из разных авторов и переведена на русский язык Московского университета студентом Егором Булатницким» (М., 1759).
Анонимно переиздана в 1774 году, эта книга была основным учебником итальянского языка в гимназии при Московском университете и в Санкт-Петербургской Академии искусств в течение 20 лет.
Как переводчик Булатницкий первым в Российской империи обратился к творчеству итальянского драматурга Карло Гольдони. В начале 1759 года он опубликовал перевод с итальянского «Драмы увеселительной» «Сердечный магнит» (М., 1759) — либретто Гольдони к одноимённой комической оперы Бальдассаре Галуппи, которая 29 января 1759 года была представлена на открытии «оперного дома» Локателли у Красного пруда и имела большой успех. В переводе чувствуется хорошее знание языка и переводческая уверенность.
Умер в 1767 году Москве.